# Sami (Stadt)
Sami (griechisch Σάμη (f. sg.)) ist eine Hafenstadt mit 1025 Einwohnern und Verwaltungssitz der gleichnamigen Gemeinde Sami auf der griechischen Insel Kefalonia. Sie liegt an der Ostküste der Insel und ist die wichtigste Hafenstadt Kefalonias mit Verbindungen zum Festland und nach Ithaka.

## Geschichte
In Sami lebte im späten 1. oder frühen 2. Jahrhundert der Gnostiker Epiphanes.
Mit Gründung der kefalonischen Tetrapolis wurde die Stadt Same (Σάμη Samē) eine der vier Stadtstaaten. Im Jahre 189 v. Chr. widersetzte sich Same der römischen Belagerung und wurde im Jahr darauf geplündert.

## Trivia
2001 wurde im Ort der Film Corellis Mandoline gedreht.